# إعصار كيتسانا
إعصار كيتسانا، المعروف في الفلبين بالعاصفة الاستوائية أوندي، كان ثاني أكثر الأعاصير المدارية المدمرة في موسم أعاصير المحيط الهادئ في 2009، مما تسبب خسائر بقيمة $ 1.09 مليار و747 حالة وفاة، تقريبًا بعد إعصار موراكوت في وقت سابق من هذا الموسم، والتي تسبب في 789 حالة وفاة وأضرار بقيمة $ 6.2 مليار. كان كيتسانا العاصفة الاستوائية السادسة عشرة، والإعصار الثامن من الموسم. كان أعنف إعصار ضرب مانيلا، متجاوزًا إعصار باتسي (يولينغ) في عام 1970.
تشكل إعصار كيتسانا في وقت مبكر حوالي 860 كيلومتر (530 ميل) إلى الشمال الغربي من بالاو في 23 سبتمبر 2009. ظل المنخفض ضعيفًا وتم تخفيضه إلى منطقة ضغط منخفض في وقت لاحق من ذلك اليوم من قبل وكالة الأرصاد الجوية اليابانية (JMA) وبعد الانجراف في ظروف مواتية للغاية، اشتد في اليوم التالي وتم تصنيفه على أنه منخفض استوائي من قبل الغلاف الجوي الفلبيني والجيوفيزيائي والفلكي. إدارة الخدمات (PAGASA) وأعطي اسم أوندي بعد دخول منطقة المسؤولية الفلبينية. أصدر مركز التحذير من الأعاصير المشتركة (JTWC) تنبيهًا لتشكيل الأعاصير المدارية على المنخفض. ثم تمت ترقيته إلى منخفض استوائي من قبل JMA في وقت لاحق من ذلك الصباح قبل أن يتبع JTWC حذوه في وقت مبكر يوم 25 سبتمبر، حيث حدد الاكتئاب بـ 17W. سرعان ما تمت ترقية كيتسانا إلى عاصفة استوائية قبل أن تمر فوق الفلبين. مع تحركها في بحر الصين الجنوبي، اشتدت العاصفة أثناء تحركها نحو الغرب، وتم تصنيفها على أنها عاصفة استوائية شديدة من قبل JMA.
الرئيسة جلوريا أرويو أعلنت «حالة الكارثة» التي تشمل معظم إقليم لوزون في أعقاب صدور تقارير عن وفاة 86 شخصاً على الاقل في في انهيارات أرضية وغيرها من الحوادث. وصل منسوب مياه الفيضانات إلى مستوى قياسي 20 قدم (6.1 م) في المناطق الريفية. اعتبارًا من 24 أكتوبر 2009، تم الإبلاغ رسميًا عن 464 حالة وفاة على الأقل في الفلبين بسبب الإعصار.

## ما بعد الكارثة

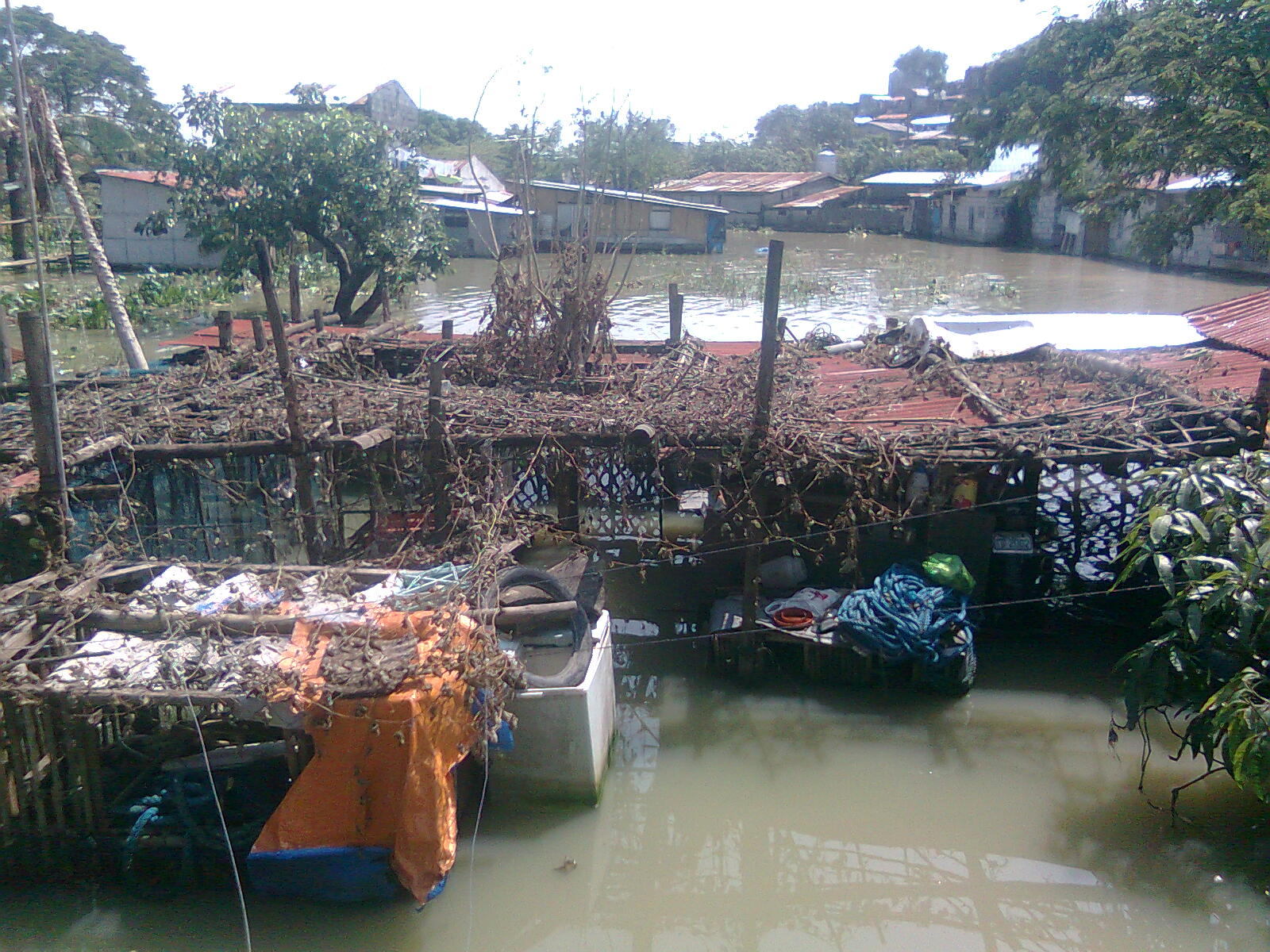
مزرعة صغيرة في الفلبين غمرها الإعصار.

### المساعدات الدولية للفلبين

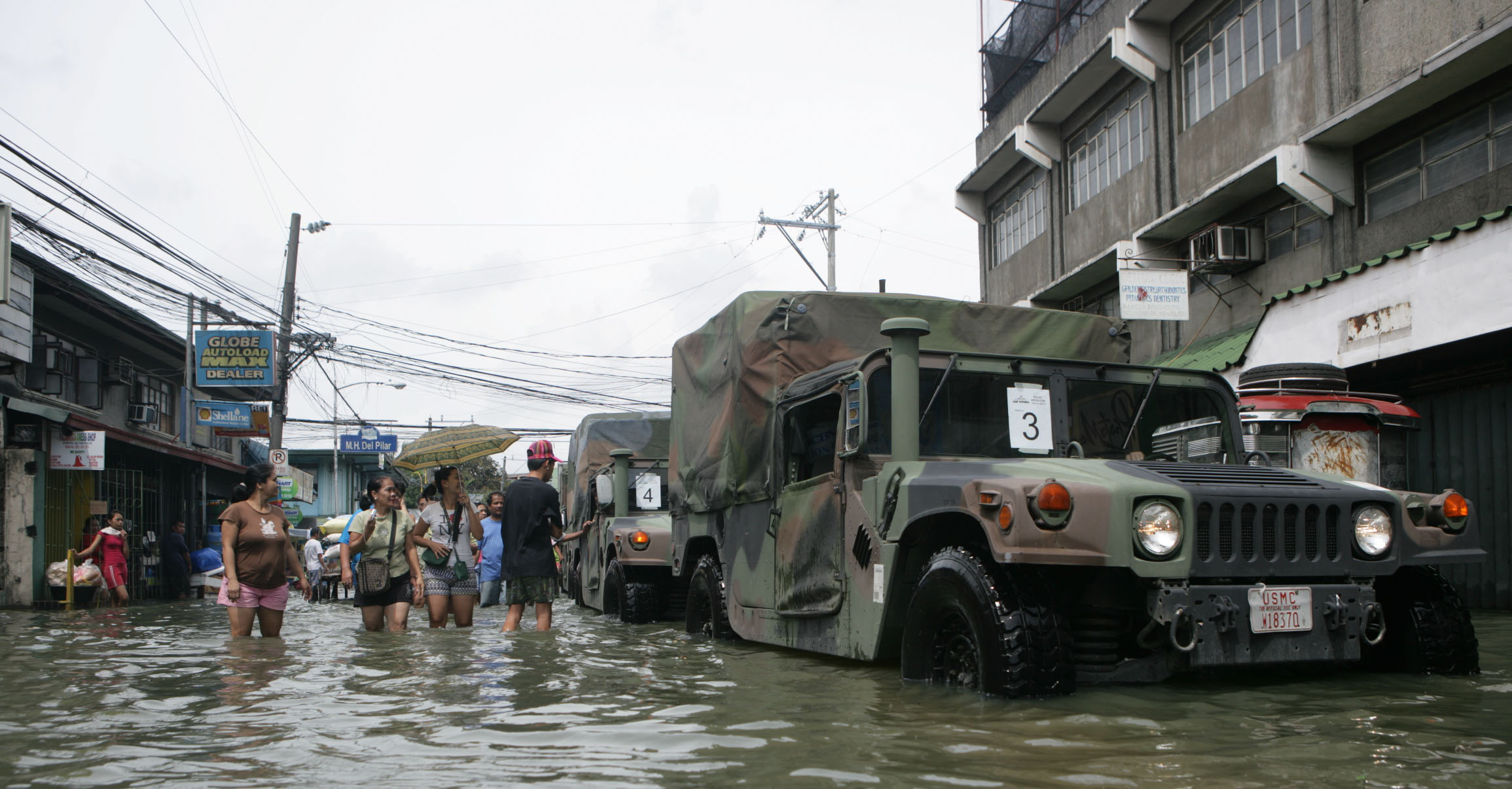
تقدم عربات همفي للقوات المسلحة الأمريكية عبوات طعام عائلية تبرعت بها الشركات المحلية والمنظمات الخاصة لمساعدة المجتمعات المتضررة من العاصفة الاستوائية كيتسانا.

- أستراليا : 11.000.000 دولار أسترالي
- كندا : 5,100,000 دولار كندي، حزم المساعدات، أنظمة تنقية المياه [11]
  - الحكومة الفيدرالية الكندية: 5.000.000 دولار كندي، الأولوية في طلبات الحصول على تأشيرة لكل من الإقامة المؤقتة والدائمة [12][13]
  - مقاطعة مانيتوبا: 100000 دولار كندي [14]
- الصين : 140 ألف دولار أمريكي [15]
- اليابان : 20000 دولار
- الاتحاد الأوروبي : 2,000,000 يورو [16]
- ألمانيا : 500.000 يورو
- إسرائيل : الفرق الطبية
- ماليزيا : 20 طناً من المساعدات الغذائية.
- نيوزيلندا : 25000 دولار نيوزيلندي [17]
- سنغافورة : 20000 دولار و 3200 جهاز لتنقية المياه
- كوريا الجنوبية : عمال الإغاثة [18]
- تايوان : 50,000 دولار
- تايلند : الخدمات الإنسانية
- الولايات المتحدة : 3,250,000 دولار
  - الحكومة الأمريكية: 50,000 دولار
  - الجيش الأمريكي: USS Tortuga (LSD-46) و USS Harpers Ferry (LSD-49)، قوة المشاة البحرية الثالثة بالإضافة إلى 20 فردًا من USMC وطائرة هليكوبتر وأربعة قوارب زودياك القابلة للنفخ.[19]
  - AmeriCares: 3.2 مليون دولار

## روابط خارجية
- RSMC طوكيو - مركز تايفون
  - أفضل بيانات المسار لإعصار كيتسانا (0916) باللغة اليابانية
  - أفضل بيانات المسار (الرسومات) لإعصار كيتسانا (0916)
  - أفضل بيانات المسار (نص)
- أفضل بيانات مسار JTWC للإعصار 17W (Ketsana)
- 17 واط. كتسانا من مختبر أبحاث البحرية الأمريكية
- ريليف ويب الصفحة الرئيسية  لهذا الحدث.
- . على يوتيوب - فيديو من قناة ABS-CBN